# Lariophagus puncticollis
Lariophagus puncticollis är en stekelart som först beskrevs av Friedrich Alfred Gustav Jobst Möller 1882.  Lariophagus puncticollis ingår i släktet Lariophagus, och familjen puppglanssteklar. Arten är reproducerande i Sverige.